# Мандолина
Мандолина је жичани (као и кордофони) инструмент, врло пријатне боје тона. Мандолина је од дрвета а има резонантну крушкасту кутију и малу хватаљку - врат. Због краткоће врата, жице су дуплиране да би се појачала снага тона. Мандолина је у Италији национални инструмент. Име је добила по свом облику. Мандолина је заправо назив за малу мандолу (италијански il mandolino је деминутив од la mandola), а мандола је добила назив по италијанској речи за бадем - la mandorla, односно хебрејској мендел. На Балкану је присутна у далматинском подручју као врло много и радо употребљаван инструмент. Мандолина је инструмент који данас ретко може видети. Најчешће када је у питању народна музика или у појединим аранжманима забавне музике. Настала је од лауте, инструмента на коме су свирали трубадури и трувери.
Сврстава се у кордофоне трзалачке инструменте. По подешавању и регистрима идентична је виолини, а свирачко умеће је готово једнако као код виолине. Ипак овај инструмент не ужива такав углед као виолина. Бројне су предрасуде о мандолини као инструменту мање вредности с ограниченим могућностима наспрам другим инструментима, мада нису засноване на чињеницама већ произлазе из непознавања стварних могућности и вредности тог инструмента.
Мандолина је често привлачила пажњу композитора. Вивалди је написао два концерта за две, те један за једну мандолину, све то у пратњи гудачког оркестра и чембала. Моцарт је мандолину користио у две песме из 1781. године – Die Zufriedenheit (К349) и Komm, liebe Zither (К351), а његова најпознатија употреба мандолине је пратња Дон Ђиованијеве серенаде Deh, vieni alla finestra из истоимене опере (1787), сликовита врста која се појављује и у Севиљском бријачу (1782) Ђиованија Пајсиела. Чак је и Бетовен као младић компоновао шест композиција за мандолину и чембало од којих су пронађене само четири (две сонатине, варијације и Adagio ma non troppo). Мандолина је такође била инструмент на коме је млади Паганини учио да свира од свог оца пре него што је научио да свира виолину.

## Делови мандолине

### Корпус
Главни део инструмента је корпус или резонантна кутија крушколиког облика, који је са задње стране врло испупчен. Од корпуса зависи сва вредност, снага и изражајност инструмента, а има и снажан утицај на квалитет тона. Састављен је од горње даске – гласњаче, која је направљена од јеловине. Испод гласњаче се налази подупирач односно дашчица (попут „душице” код гудача) која подупире гласњачу и стоји окомито на њу, а спречава да се гласњача искриви што би резултирало одређеним губитком звучности. У центру гласњаче налази се округли отвор – звучни отвор из којег излазе звучни таласи. Око њега се налази заштита најчешће направљена од корњачевине или ебановине, а служи за заштиту гласњаче од удара трзалице. Остатак корпуса састављен је од јавора, и то од низа савијених и слепљених дашчица. Све дашчице требају бити израђене од истог комада дрва и сложене по истом редоследу. Што је корпус лакши и дашчице тање, то је инструмент квалитетнији.

### Врат
Врат је причвршћен на корпус инструмента, а његова површина мора бити на истој висини с гласњачом. На врат се поставља тастатура од махагонија или ебановине која досеже до рупе на гласњачи, па често и изнад ње. На тастатури се налази 22 до 29 прагова направљених од месинга, који је деле на поља. Суседни прагови су међусобно удаљени за интервал мале секунде. На горњем делу хватаљке налази се седло од кости. Седло усмерава жице, а не сме бити превисоко, јер ће и то резултирати лоше угођеном мандолином. Лако га је исправити продубљујући прорезе за жице. Иако је прениско жица ће се наслањати на први праг те ће зујати или звучати пола тона више.

### Глава
На врат се наставља глава инструмента такође од јавора. Механика на којој су причвршћене жице уграђена је у глави инструмента. Састављена је од 8 кључева (чивија), са сваке стране по четири, на којима су намотане жице, а служе за регулисање напетости жица. Механизам кључева се израђује од челика и састоји се од три дела: ваљка с назубљеним крајем, вијка који се уклапа у зупце ваљка и кључа који се углављује у вијак. Његовим окретањем покреће се механизам чиме се регулише напетост жице.

## Остали делови
Жице су постављене у четири пара, угођена у квинтама (г д1 а1 е2). Прва и друга начињене су од глатког челика, а трећа и четврта су намотане око свилене струне нитима посребреног бакра. Коњић је помичан, направљен од тврдог дрва (ебановине), а део преко којег прелазе жице је од слоноваче. Има широку базу која савршено приања на гласњачу. Пожељно је да је коњић виши на подручју четврте жице, а нижи на подручју прве, јер четврта жица, због дебљине, при осциловању има већу амплитуду, те би прениски коњић проузроковао превише шумова. С друге стране, на вишим жицама би превелика висина коњића отежавала свирање у позицији.

### Трзалица
Старе мандолине су се свирале с трзалицама од седефа или дрва. У неким деловима се користила трзалица од гушчијег пера, одатле и потиче назив „penna” што у преводу значи перо. Модерна мандолина најбоље звучи свирана трзалицом од корњачиног оклопа, која мора бити заобљена, еластична и издужена (боља је што је дужа), а добра замена су и пластичне. Квалитета тона такође зависи и од трзалице.

## Историја
Историја мандолине уско је повезана са историјом лутње. У 16. веку настаје мандора с 4 једноструке или двоструке жице. Појављује се у Француској, Немачкој и Енглеској. Италијански облик је мандола с 5 или 6 једноструких или двоструких жица угођених у квартама с једном терцом. Назив мандола први пут се користи 1589. у Фиренци. Назив мандолина први користи Страдивари за умањену мандолу. Од средине 18. века појављује се наполитанска (напуљска) мандолина која има 4 двоструке металне жице угођене у квинтама као код виолине и тон се производи пером или трзалицом од корњачевине. На врату су усађени метални прагови, коњић је помичан, а жице се везују на крају тела на усађене клинове. Уз овај облик постоје и миланска, ђеновска, ломбардијска, венецијанска и сицилијанска. Оне се битно разликују од наполитанске мандолине, јер имају облик мале лутње те је понекад називају „Liuto piccolo” или „Liuto soprano”.
Миланска, ђеновешка и ломбардијска имају по 6 двоструких струна од црева угођених у квартама с једном терцом, венецијанска је иста као ломбардијска без 6. пара струна и све имају цревнате струне и цревнате прагове на врату, а брешанска има 4 једноструке жице. Италијани су раширили те инструменте углавном подучавајући бечку и паришку аристократију.
У 18. веку мандолина је била један од најпопуларнијих инструмената у Италији и Француској. Свирана је у свим социјалним групама - од најнижег сталежа до аристократије. Постоји врло богата барокна литература за мандолину, од великих мајстора барокне музике као што су Вивалди, Скарлати, Хандел, Паизиело до оних мање познатих Гервасио, Лече, Сесере, Леоне, Денис, Бони, Валентини, Етерарди, Барбела, Конфорто, Ламберти, Ригиери, Каудиосо и др. Средином 18. века штампају се прве школске књиге за мандолину а најпознатије су из школа Г. Леонеа, П. Дениса, Г. Фоучетија, Г. Б. Гервасија. Њихове школе се базирају на проблемима као што су лествични низови, растављени акорди, арпеђио преко две жице, прескок жица и украси. Школе барокних мајстора отварају нове начине варирања. Ове школе изврсно постављају десну руку, јер се све композиције морају извести с лакоћом. Савладавају се брзи пасажи, односно сви технички проблеми барокне музике. Не употребљава се тремоло, тоналитети су до 3 предзнака. Распон тонова је краћи јер су тада мандолине имале мање поља него данашње.
На прелазу 18. у 19. век, долази до мешања две традиције због политичко културних прилика. Те две традиције су италијанска и аустријска, јер као у Италији, мандолина је имала свој процват и у Аустрији, поготово у Бечу. Тамо се свирало на брешанској мандолини, због утицаја Бортолација који је тај инструмент довео у Беч (он је први написао школу мандолине на немачком језику). Композиције за мандолину писали су познати бечки композитори као што су Моцарт, Бетовен, Хумел и др.
До 19. век - мандолом су се називале готово све мандолине с пластичним жицама (бресцијанска, ломбардијска, венецијанска и сл), а од 19. века, због потребе да се створи једна породица трзалачких инструмената који би оформили квартет или оркестар попут гудачког, мандола постаје назив за инструмент по облику сличан наполитанској мандолини, само већих димензија с дубљим жицама (попут виоле код гудача). Осим мандоле тада се израђују и афирмишу инструменти који би код гудача заменили виолончело и контрабас. Тако су настале алт мандоле, тенор мандоле, мандолончело и мандолон.
Усавршавањем наполитанске мандолине, увођењем металних жица и модерних кључева, те продужавањем хватаљке до 25, па чак и до 29 прагова, дошло је до потребе да се за мандолину пишу све захтевнија и виртуознија дела. У почетку у оркестрима су се најчешће свирале обраде разних оперских дела, али с временом се писало све више оригиналних дела за мандолину. Штампана су бројна дела концертне музике за мандолину. У Италији су живели изврсни виртуози, композитори, градитељи и педагози који су допринели афирмацији мандолине, те би се могло рећи и златном добу мандолине и мандолинских оркестара. Главни представници романтизма су Рафаел Калаце – мандолиниста, градитељ, композитор и педагог, те Карло Маниер. Њихове школе се надограђују на школе барокних мајстора. Честа је употреба тремола, дуо – стил, вишегласја (двохвати, трохвати), проширен је опсег тонова, вежбе пролазе кроз све тоналитете дура и мола. С обзиром да су Р. Калас и Ц. Маниер и њихови следбеници писали најзахтевније композиције, њихове школе најбоља су припрема за свладавање мандолинске романтичке литературе. Од осталих композитора за мандолину најпознатији су Маручели, Раниери, Аморосо, Леонарди, Гразијани – Волтер, Бранзоли, Бертучи, Де Кристофаро, Силвестри, Беленги, Франсија, Марзутини, Ботачијари, Макиочи и др.